# Mary (ime)
Mary je žensko ime, engleski oblik hrvatskog imena Marija.

## Osobe s imenom Mary
- Mary Astor (1906. – 1987.), američka glumica
- Mary Catherine Bateson (1939. – 2021.), američka antropologica
- Mary Beale (1633. – 1699.), engleska slikarica
- Mary J. Blige (rođena 1971.), američka pjevačica i glumica
- Mary Boleyn (oko 1499. – 1543.), sestra engleske kraljice Ane Boleyn
- Mary Beth Bonacci, američka govornica i kolumnistica
- Mary Cassatt (1844. – 1926.), američka slikarica i grafičarka
- Mary Daly (1928. – 2010.), američka akademkinja
- Mary Edith Durham (1863. – 1944.), britanska antropologica
- Mary Dyer (oko 1611. – 1660.), engleska kvekerka
- Mary Ann Glendon (rođena 1938.), američka profesorica i veleposlanica
- Mary Harris (1837. – 1930.), američka učiteljica, krojačica i sindikalna organizatorica
- Mary Hoare (1744. – 1820.), engleska likovna umjetnica
- Mary Jane Kelly (oko 1863. – 1888.), peta žrtva londonskog serijskog ubojice Jacka Trbosjeka
- Mary McAleese (rođena 1951.), irska političarka i akademkinja
- Mary McCormack (rođena 1969.), američka glumica
- Mary T. Meagher (rođena 1964.), američka plivačica
- Mary Moser (1744. – 1819.), engleska slikarica
- Mary Nevill (rođena 1961.), britanska hokejašica na travi
- Mary Ann Nichols (1845. – 1888.), prva žrtva londonskog serijskog ubojice Jacka Trbosjeka
- Mary Pickford (1892. – 1979.), američka glumica
- Mary Pierce (rođena 1975.), francuska tenisačica
- Mary Lynn Rajskub (rođena 1971.), američka glumica i komičarka
- Mary Robinson (rođena 1944.), irska političarka
- Mary Seacole (1805. – 1881.), britanska jamajčanska iscjeliteljica i poslovna žena
- Mary Shelley (1797. – 1851.), engleska književnica
- Mary Helen Stefaniak (rođena 1951.), američka spisateljica
- Mary Augusta Ward (1851. – 1920.), britanska spisateljica
- Mary Wayte (rođena 1965.), američka plivačica
- Mary Wollstonecraft (1759. – 1797.), engleska književnica i filozofkinja